# Audrius Misevičius
Audrius Misevičius (* 16. Februar 1959) ist ein litauischer Wirtschaftswissenschaftler und ehemaliger Politiker.

## Leben
1982 absolvierte er das Diplomstudium an der Fakultät für Wirtschaft an der Universität Vilnius (VU) und von 1982 bis 1993 arbeitete er als Assistent, ab 1993 als Dozent am Lehrstuhl für Finanzen und Kredit der VU. Von 1990 bis 1992 war er Vizeminister für Sozialschutz, 1992 Finanzminister Litauens, 1993 als Gehilfe im Seimas, von 1993 bis 1995 Finanzer bei „STERN VON LITAUEN AG“, von 1996 bis 2004 stellv. Vorsitzender, ab 2004 Vorstandsmitglied der litauischen Zentralbank.

## Quelle
- http://www.lb.lt/lt/apie/valdyba_misevicius.html

| Personendaten    | Personendaten                      |
| ---------------- | ---------------------------------- |
| NAME             | Misevičius, Audrius                |
| KURZBESCHREIBUNG | litauischer Finanzer und Politiker |
| GEBURTSDATUM     | 16. Februar 1959                   |
| GEBURTSORT       | Litauische SSR                     |